# Förvaltarskap
Förvaltarskap är ett svenskt rättsinstitut, som kan beslutas av tingsrätten för den som på grund av sjukdom, psykisk störning, försvagat hälsotillstånd eller liknande förhållande är ur stånd att vårda sig eller sin egendom. Rättsinstitutet ersatte år 1989 institutet omyndigförklaring. 

## Bakgrund
Till stöd för förvaltarskap ska alltid finnas läkarintyg eller likvärdig utredning. 
När rätten meddelar ett beslut om anordnande av förvaltarskap, ska den samtidigt förordna en förvaltare att utföra uppdraget. Den som är ställd under förvaltarskap kallas huvudman i sitt förhållande till förvaltaren. Om förvaltarskap inte längre behövs ska det upphöra. Sådant beslut fattas av tingsrätten. 

### Förvaltare eller god man
Skillnaden mellan godmanskap och förvaltarskap är att förvaltaren inte är beroende av den enskildes samtycke för sina åtgärder utan handlar på eget ansvar i den enskildes intresse och för dennes räkning. Inte heller är domstolens anordnande av förvaltarskap beroende av att den enskilde samtycker till åtgärden. En annan skillnad är att den som har god man behåller sin rättshandlingsförmåga, det vill säga möjligheten att själv sluta avtal med mera, medan den som har en förvaltare förlorar rättshandlingsförmågan på de områden som förvaltaren övertar. 
Sedan 1989 Förvaltarskapslagen är varje individ över 18 år myndig och behåller rösträtten som före dess fråntogs när jämställdes med minderåriga under förmyndare.

### Funktioner
Förvaltarskapet kan indelas i att bevaka rätt, förvalta egendom och sörja för person. Hur omfattande förvaltarskapet ska vara beslutas av rätten i varje enskilt fall. Såvida inte domstolen beslutar särskilt att förvaltarskapet ska omfatta det så behåller huvudmannen rätten att ingå avtal om tjänst eller annat arbete samt rätten att själv disponera över tillgångar denne själv förtjänat genom eget arbete eller får (med villkoret att egendomen inte skall omfattas av förvaltarens rådighet) genom gåva, testamente eller förmånstagarförordnande  vid försäkring eller pensionssparande enligt lagen (1993:931) om individuellt pensionssparande efter att förvaltarskapet inrättats. 
Användningen av förvaltarskap ska vara restriktiv. Förvaltarskap får inte anordnas, om det är tillräckligt att godmanskap anordnas eller att den enskilde på något annat, mindre ingripande sätt får hjälp. Förvaltarskap anordnas framför allt för vuxna med utvecklingsstörning, personer med åldersbetingade psykiska störningar och personer som lider av vissa psykiska störningar. Även allvarligt drogmissbruk kan ge anledning att anordna förvaltarskap.
Förvaltaren har inom ramen för förvaltaruppdraget ensam rådighet över den enskildes egendom och företräder denne i alla angelägenheter som omfattas av uppdraget. Den enskilde har dock kvar den rättsliga handlingsförmågan beträffande bland annat arbetsinkomster, och behåller även sin rösträtt. Med förvaltarens samtycke får den enskilde dessutom företa rättshandlingar även i angelägenhet som omfattas av förvaltaruppdraget enligt 11 kap 7 - 10 §§ Föräldrabalken.